# Felsritzungen von Hamarhaug

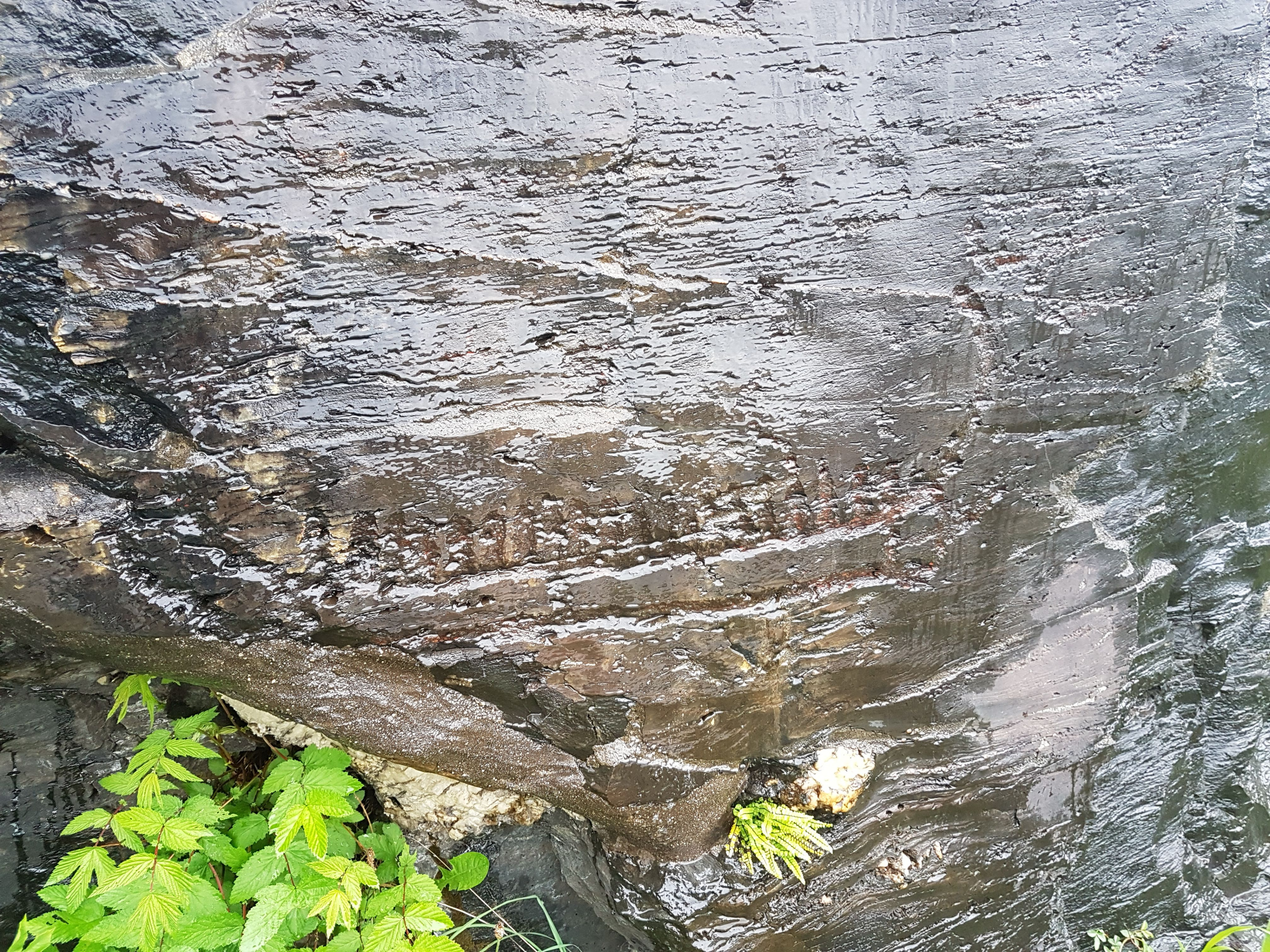
Felsritzung von Hamarhaug

Die Felsritzungen von Hamarhaug liegen an der Hammarhaugsvika, bei Hamarhaug in Kvinnherad, südlich von Bergen im Fylke Vestland in Norwegen.
Die bronzezeitliche Felskunst liegt auf einer senkrechten Wand in der Nähe des Bodens, etwa einen Meter vom Fylkesvei 575 entfernt. Wasser, das ständig die Klippe hinunter läuft, hat dazu geführt, dass einige Felsritzungen im Laufe der Zeit zerstört wurden. Das Wasser hat auch vertikale Rinnenkarren hinterlassen.
Die Stätte bestand einst aus 36 Bildern und zwei Schälchen. 33 davon waren Bilder von Schiffen oder Überresten von Booten und drei sind Kreise. Die Schiffsbilder sind 30–40 cm lang. Ein Schiff hat hohe spitze Steven und drei weitere haben die Grundform mit den typischen vertikalen Strichen, die die Mannschaft darstellen.
In der Nähe, auf der Insel Tysnesøya, liegt das Gräberfeld von Årbakkavollen.